# Nico Hernandez
Nico Hernández (Wichita, 4 de janeiro de 1996) é um pugilista estadunidense, medalhista olímpico. 

## Carreira
Nico Hernández competiu na Rio 2016, na qual conquistou a medalha de bronze no peso mosca-ligeiro.